# Историјски архив „Тимочка крајина“ Зајечар
Историјски архив „Тимочка крајина” у Зајечару је основан 15. априла 1948. године. Од тада, па до данашњег дана, брине о архивској грађи и регистратурном материјалу.

## Историјат
У Србији је давне 1898. године донет први Закон о државној архиви, на основу ког је у Београду 1900. године основана Државна Архива. Тим актима почиње активан период архивског рада у Србији. Задатак архивског рада је управо и прикупљање, сређивање и чување докумената од општег и историјског значаја. У периоду између два рата, на основу донетог Закона из 1898. године формиране су и друге архивске установе, нпр. Државни Архив у Новом Саду и Архив САНУ.
После Другог светског рата, почиње веће ангажовање на организовању архивских служби. У Зајечару је 1948. године формирано Архивско средиште за 9 срезова: зајечарски (Зајечар), борски (Бор), књажевачки (Књажевац), крајински (Неготин)), бољевачки (Бољевац), тимочки (Минићево), брзопаланачки (Јабуковац), кључки (Кладово) и поречки (Доњи Милановац). Већ 1951. године се преименује у Градску државну архиву, а коначно име добија 1973. године, од када носи назив Историјски архив „Тимочка крајина”.
Историјски архив „Тимочка крајина” данас својим деловањем покрива територију Града Зајечара и општина Књажевац и Бољевац.

## Смештај архивске грађе
Као и у другим архивским службама, и у Зајечару није био обезбеђен смештај приликом оснивања. Историјски архив је прво био смештен у згради Народног музеја у Зајечару., тј. у периоду од 1948. до 1967. године. Од 1967. године до 1975. године Архив је био смештен у згради Општинског суда, а од 1975. године до 1979. године у просторијама бивше пешадијске касарне. Тек 1979. године се обезбеђују трајне просторије, и тада је Историјски архив „Тимочка крајина” добија трајни смештај и зграду која носи њен назив. Од тог периода зграда се све више уређује са циљем адекватнијег чувања архивске грађе, и 1993. године је завршен и стављен у функцију Депо Архива. Смештајни простор Депоа је 1.000 m², што је решило смештајне потребе за архивску грађу у оквиру Историјског архива. Поред саме зграде у којој је смештен Архив, у саставу Архива деловало је и Одељење у Бору у периоду од 1983. до 1990. године, као и Задужбина „Никола Пашић” у Зајечару у периоду од 1996. године до 2001. године.

## Делатност
Историјски архив „Тимочка крајина” у оквиру основне делатности чува 440 фондова и 12 збирки из периода од 1789. до 2013. године. Обим тог архивског материјала је складиштен у укупно 2.470 дужних метара. Поред архивске делатности, Историјски архив се бави и одређеном научном и научноинформативном издавачком делатношћу, у склопу својих основних делатности и задатака. Такође, у оквиру архива ради и архивска библиотека затвореног типа, која омогућује, како запосленима, тако и корисницима одређену базу података за своја истраживања.